# Corrina Kennedy
Corrina Kennedy (Saskatoon, 30 de noviembre de 1970) es una deportista canadiense que compitió en piragüismo en la modalidad de aguas tranquilas.
Ganó cuatro medallas en el Campeonato Mundial de Piragüismo entre los años 1994 y 1997. En los Juegos Panamericanos de 1991 consiguió tres medallas.

## Palmarés internacional
| Campeonato Mundial   | Campeonato Mundial        | Campeonato Mundial | Campeonato Mundial |
| Año                  | Lugar                     | Medalla            | Competición        |
| -------------------- | ------------------------- | ------------------ | ------------------ |
| 1994                 | Ciudad de México (México) | Medalla de bronce  | K4 200 m           |
| 1995                 | Duisburgo (Alemania)      | Medalla de oro     | K2 200 m           |
| 1995                 | Duisburgo (Alemania)      | Medalla de oro     | K4 200 m           |
| 1997                 | Dartmouth (Canadá)        | Medalla de plata   | K4 200 m           |
| Juegos Panamericanos |                           |                    |                    |
| Año                  | Lugar                     | Medalla            | Competición        |
| 1991                 | La Habana (Cuba)          | Medalla de oro     | K1 500 m           |
| 1991                 | La Habana (Cuba)          | Medalla de oro     | K2 500 m           |
| 1991                 | La Habana (Cuba)          | Medalla de plata   | K4 500 m           |